# Anthicus volxemi
Anthicus volxemi là một loài bọ cánh cứng trong họ Anthicidae. Loài này được de Marseul miêu tả khoa học năm 1878.